# Estonia en los Juegos Mundiales de Chengdu 2025
Estonia fue uno de los países que compitió en los Juegos Mundiales de 2025 que se celebraron en Chengdu, China.

## Medallero
| Medalla | Nombre            | Deporte       | Evento  | Fecha               |
| ------- | ----------------- | ------------- | ------- | ------------------- |
|         | Lisell Jaatma     | Tiro con arco | Femenil | 9 de agosto de 2025 |
|         | Meeri-Marita Paas | Tiro con arco | Femenil | 9 de agosto de 2025 |

## Delegación
| N.º | Deporte          | Hombres | Mujeres | Total |
| --- | ---------------- | ------- | ------- | ----- |
| 1   | Baile deportivo  | 2       | 2       | 4     |
| 2   | Billar           | 1       | 0       | 1     |
| 3   | Disco volador    | 1       | 1       | 2     |
| 4   | Maratón en kayak | 0       | 1       | 1     |
| 5   | Muay thai        | 0       | 1       | 1     |
| 6   | Orientación      | 0       | 1       | 1     |
| 7   | Tiro con arco    | 0       | 2       | 2     |
| --- | Total            | 4       | 8       | 12    |

### Muay thai
| Atleta                | Categoría | Cuartos de final         | Cuartos de final | Semifinal | Semifinal | Final     | Final     | Posición  |
| Atleta                | Categoría | Oponente                 | Resultado        | Oponente  | Resultado | Oponente  | Resultado | Posición  |
| --------------------- | --------- | ------------------------ | ---------------- | --------- | --------- | --------- | --------- | --------- |
| Femenino              |           |                          |                  |           |           |           |           |           |
| Johanna Astrid Grents | -60 kg    | # Kaewrudee Kamtakrapoom | 28:29            | No avanzó | No avanzó | No avanzó | No avanzó | No avanzó |

### Orientación
| Femenil               |             |           |    |
| Hannula-Katrin Pandis | Sprint      | 18:41 min | 22 |
| Media distancia       | 1:09,26 min | 27        |    |